# Lebewohl, meine Konkubine
Lebewohl, meine Konkubine (Originaltitel: chinesisch 霸王別姬 / 霸王别姬, Pinyin Bàwáng Bié Jī, Jyutping Baa3wong4 Bit6 Gei1, englisch Farewell My Concubine / Farewell to My Concubine) ist ein chinesischer Film von Chen Kaige aus dem Jahr 1993. Er ist eines der wichtigsten Werke des chinesischen Kinos der Regisseure der fünften Generation. Dieser Film schildert die Umbrüche der chinesischen Geschichte im 20. Jahrhundert. Im Wesentlichen geht es um zwei Stars der chinesischen Oper und eine Frau, die zwischen die beiden gerät. Der Film basiert auf dem Roman Lebewohl, meine Konkubine von Lilian Lee (Li Pihua).

## Handlung
1977, ein Jahr nach dem Ende der Kulturrevolution, betreten zwei Männer die Bühne einer Pekingoper. Eine Stimme aus dem Off berichtet, dass die beiden seit 22 Jahren nicht mehr gemeinsam aufgetreten seien.
Danach gibt es einen Schnitt. Die Handlung spielt jetzt im Jahr 1924. Zwei Waisenkinder, Dieyi, genannt „Douzi“ (Bohne, 豆子), und Xiaolou, genannt „Shitou“ (Stein, 石头), werden bei Meister Guan zu Künstlern der Pekingoper ausgebildet – Douzi wird in der Rolle der Frau ausgebildet, Shitou als Mann. Meister Guans Ausbildung beinhaltet sadistische und menschenverachtende Methoden.
Nach dieser Episode sieht man Douzi als Erwachsenen, der die Rolle der Konkubine im Stück „Lebewohl, meine Konkubine“ perfektioniert hat. Douzi und Shitou singen berühmte Duette und das Publikum ist begeistert, beide werden zu berühmten Opernstars.
Im Verlauf der Handlung spielen immer wieder die politischen Umbrüche Chinas im zwanzigsten Jahrhundert eine Rolle: die japanische Besatzung, die Befreiung durch die Kommunisten und der Terror unter den Kommunisten. Shitou verliebt sich in eine Frau, was Douzi ihm übel nimmt. Die Pekingoper ist sein Leben und er liebt Shitou.

## Rolle der Pekingoper
Die Handlung des Films stellt eine Parallele zur Handlung der Oper dar. Eine wichtige Rolle spielt die Loyalität der Konkubine zu ihrem Kaiser. Der Übergang zwischen zwei Dynastien findet sich im Übergang Chinas in die kommunistische Diktatur wieder. Die verhängnisvolle Hingabe der Konkubine zu ihrem Kaiser ist eine Parallele zu der Hingabe Dieyis zu Xiaolou.

## Auszeichnungen

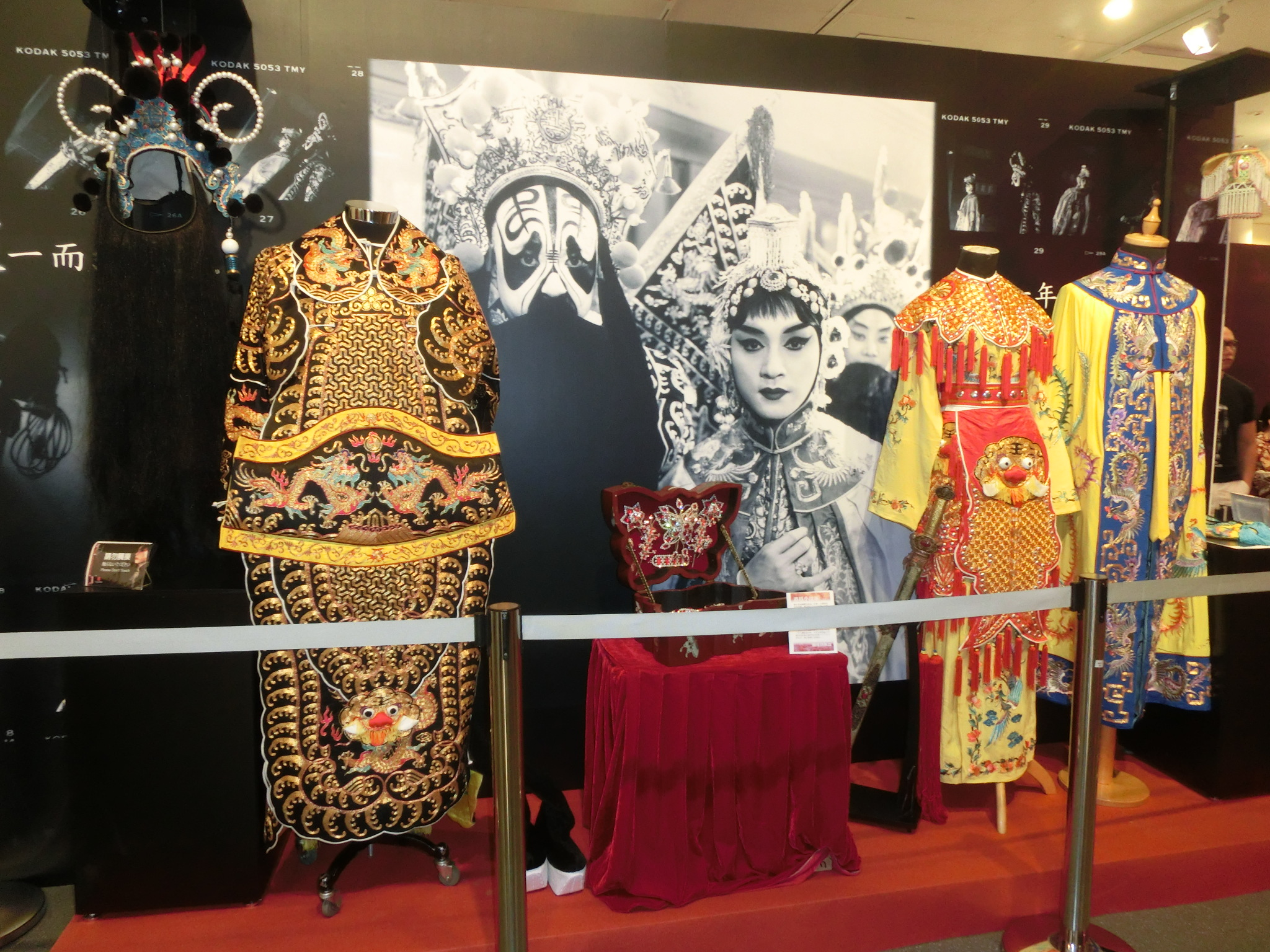
Kostüm- und Requisitensammlung zum Film, Hongkong 2013

- National Board of Review (USA), 1993
  - Bester fremdsprachiger Film
- Cannes Film Festival, 1993
  - Palme d’Or – zusammen mit  Jane Campions Das Piano aus Neuseeland (1993)
  - FIPRESCI „Award for Best Film in Competition“
- BAFTA Award, 1994
  - Bester nichtenglischsprachiger Film
- Mainichi Film Concours, 1993
  - Bester nichtenglischsprachiger Film
- Golden Globe Awards, 1994
  - Golden Globe Award für bester nichtenglischsprachiger Film
- Los Angeles Film Critics Association, 1993
  - Bester ausländischer Film
- Boston Society of Film Critics Awards, 1993
  - Bester ausländischer Film
- Chinese Performance Art Association, 1993
  - Special Award – Leslie Cheung
- New York Film Critics Circle Awards, 1993
  - Beste Nebendarstellerin – Gong Li
- Political Film Society, USA, 1993
  - Special Award
- International Film Festival of the Art of Cinematography (Camerimage), 1993
  - Silver Frog – Gu Changwei
  - Golden Frog – Gu Changwei (nominiert)
- Oscarverleihung 1994
  - Bester fremdsprachiger Film (nominiert)
  - Beste Kamera – Gu Changwei (nominiert)
- César, 1994
  - César für den Besten ausländischen Film (nominiert)
- Japanese Critic Society, 1994
  - Bester Darsteller eines ausländischen Films – Leslie Cheung
- Aufnahme in die Time-Auswahl der besten 100 Filme von 1923 bis 2005 im Jahr 2005